# 提喬
提喬（Tijo）是埃塞俄比亞中部奧羅米亞州阿爾西地區的小鎮，位於薩古爾以東25公里，海拔2,405米。根據埃塞俄比亞中央統計局2005年的人口普查資料，提喬總人口約2,048人，其中男性有946人，女性有1,102人。